# Kinderkrankenhaus (Leipzig)

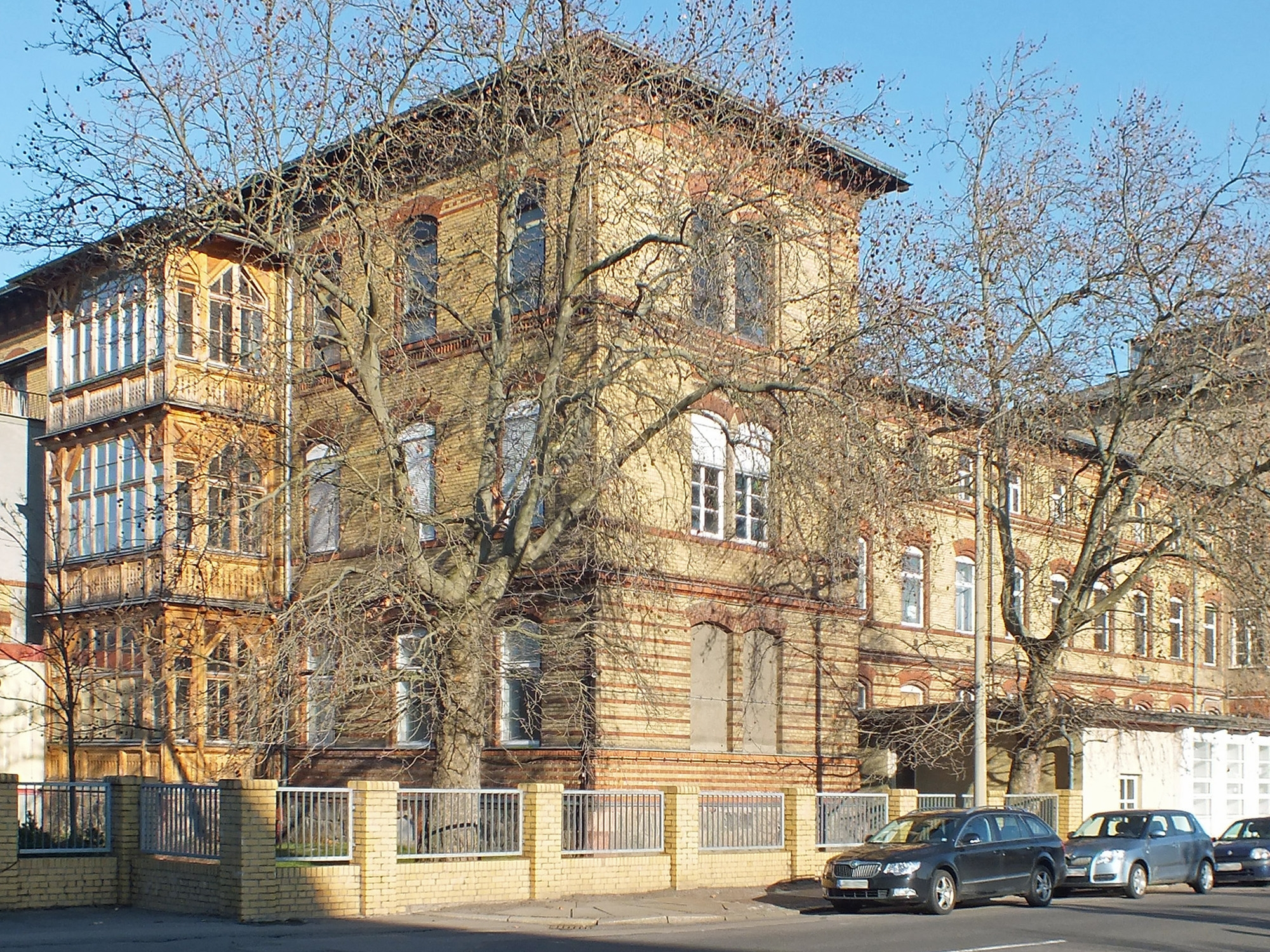
Der alte Hauptbau des ehemaligen Kinderkrankenhauses

Das Kinderkrankenhaus in der Leipziger Oststraße war über hundert Jahre eine spezielle, von der Universität Leipzig verwaltete Einrichtung zur Behandlung von kranken Kindern und Jugendlichen.

## Geschichte
1888 gründeten die Ärzte der Universität Leipzig Robert Hermann Tillmanns und Otto Heubner einen „Verein zur Errichtung und Erhaltung eines Kinderkrankenhauses in Leipzig“. Die Anlage wurde in ihren wesentlichen Teilen in den Jahren 1889 bis 1891 errichtet, am 6. Dezember 1891 eingeweiht und von Otto Heubner als erstem Direktor bis 1894 geleitet. In der Zeit von 1894 bis 1912 leitete der Pädiater Otto Soltmann das Leipziger Kinderkrankenhaus, der den Ausbau der Klinik einschließlich eines OP-Saales förderte.
Das Baugelände in Leipzig-Reudnitz wurde von der Stadt aus dem Besitz des Johannishospitals kostenlos zur Verfügung gestellt. Es war das Geviert zwischen Ost- und Eilenburger Straße sowie Platzmannstraße (heute  Schulze-Boysen-Straße) und Schwarzenbergstraße (später Mirbachstraße, heute nicht mehr existent). Die Pläne stammten vom bedeutenden Architekten Arwed Roßbach, der das Stadtbild Leipzigs im letzten Drittel des 19. Jahrhunderts prägte. Die Baufinanzierung erfolgte nur aus freiwilligen Stiftungen. Das war auch der Grund, warum sich die endgültige Fertigstellung bis 1899 hinzog.
Das Krankenhaus bestand in seiner ersten Form aus einem Aufnahmehaus, einem Haupthaus für nicht infizierte Kranke, einem Isoliergebäude für infektiöse Patienten, dem Wirtschaftsgebäude mit Küchen- und Waschhaus sowie dem Sektions- und Desinfektionshaus.
Zu Beginn des 20. Jahrhunderts fanden die ersten Erweiterungsbauten statt. In den 1920er-Jahren wurde das unbebaute Gelände westlich der Platzmannstraße zum Klinikgelände einbezogen. Den ehemaligen Straßenverlauf erkennt man noch am Bordkantenverlauf in der Oststraße. 1927 entstand an der Eilenburger Straße ein Heizhaus nach Plänen von Stadtbaurat Hubert Ritter.
Ein unrühmliches Kapitel des Leipziger Kinderkrankenhauses ist die „Kinderfachabteilung“, die der damalige Direktor Werner Catel im Jahr 1940 einrichtete. Solche Abteilungen dienten unter dem Deckmantel der Forschung der Kinder-Euthanasie. Catel war bei der Kinder-Euthanasie insofern führend beteiligt, als er einer der drei Gutachter für das gesamte deutsche Reich war, die anhand der Aktenlage über Leben oder Tod der von den Gesundheitsämtern gemeldeten behinderten Kinder entschieden. Nach der Zerstörung der Kinderklinik in der Oststraße wurde die Abteilung in der als Ausweichkrankenhaus genutzten Heilanstalt Leipzig-Dösen bis 1945 weitergeführt. Der Schriftsteller Francis Nenik hat die Geschichte des Kinderkrankenhauses in seinem Roman "E. oder Die Insel" umfangreich aufgearbeitet und dabei auch die personellen Verquickungen der Leipziger Mediziner mit weiteren Euthanasie-Ärzten im Deutschen Reich sowie die Verbindungen zu anderen Wissenschaftlern an der Universität Leipzig beschrieben.
Am 4. Dezember 1943 wurden die Gebäude der Kinderklinik durch einen Bombenangriff zum großen Teil zerstört oder schwer beschädigt. Beim Wiederaufbau nach dem Krieg wurden neue Gebäude errichtet, die den alten Baustil nicht wieder aufnahmen. Das Gelände der ehemals östlich gelegenen und völlig zerstörten Hans-Schemm-Schule wurde einbezogen.
Bereits bei seiner Eröffnung verfügte das Kinderkrankenhaus über eine chirurgische Kinderabteilung. Am 1. Oktober 1958 entstand aus dieser eine selbständige Klinik und Ambulanz für Kinderchirurgie an der Universität Leipzig. Diese Klinik hatte auch Standorte außerhalb des Oststraßenbereichs (Theresienstraße in Eutritzsch und Querstraße). Durch die Errichtung des Bettenhauses Sonnenblume konnten 1999 wieder alle Einheiten in der Oststraße zusammengeführt werden.
Im Jahre  2002 wurde auf dem nordöstlichen Teil des Geländes mit Eingang Rubensstraße ein Ronald-McDonald-Haus der gleichnamigen Stiftung eröffnet, in dem Familien schwerkranker Kinder während der Klinikbehandlung gemeinsam untergebracht werden können, um so die emotionale Belastung für alle zu reduzieren.
Im August 2007 sind die Klinik und Poliklinik für Kinder und Jugendliche sowie die Klinik für Kinderchirurgie ins neuerbaute Zentrum für Frauen- und Kindermedizin im Klinikkomplex Liebigstraße gezogen und haben damit einen modernen und besser integrierten Standort erhalten. Die Kliniken bilden zusammen  mit den Abteilungen Kinderradiologie und Kinderanästhesiologie das Kinderzentrum des Universitätsklinikums Leipzig.
In der Oststraße werden Teile des ehemaligen Kinderkrankenhauses von der Universität Leipzig für das Institut für Pharmazie und das Institut für Technische Chemie genutzt.

Modell des Krankenhauses aus der Zeit seiner Erbauung
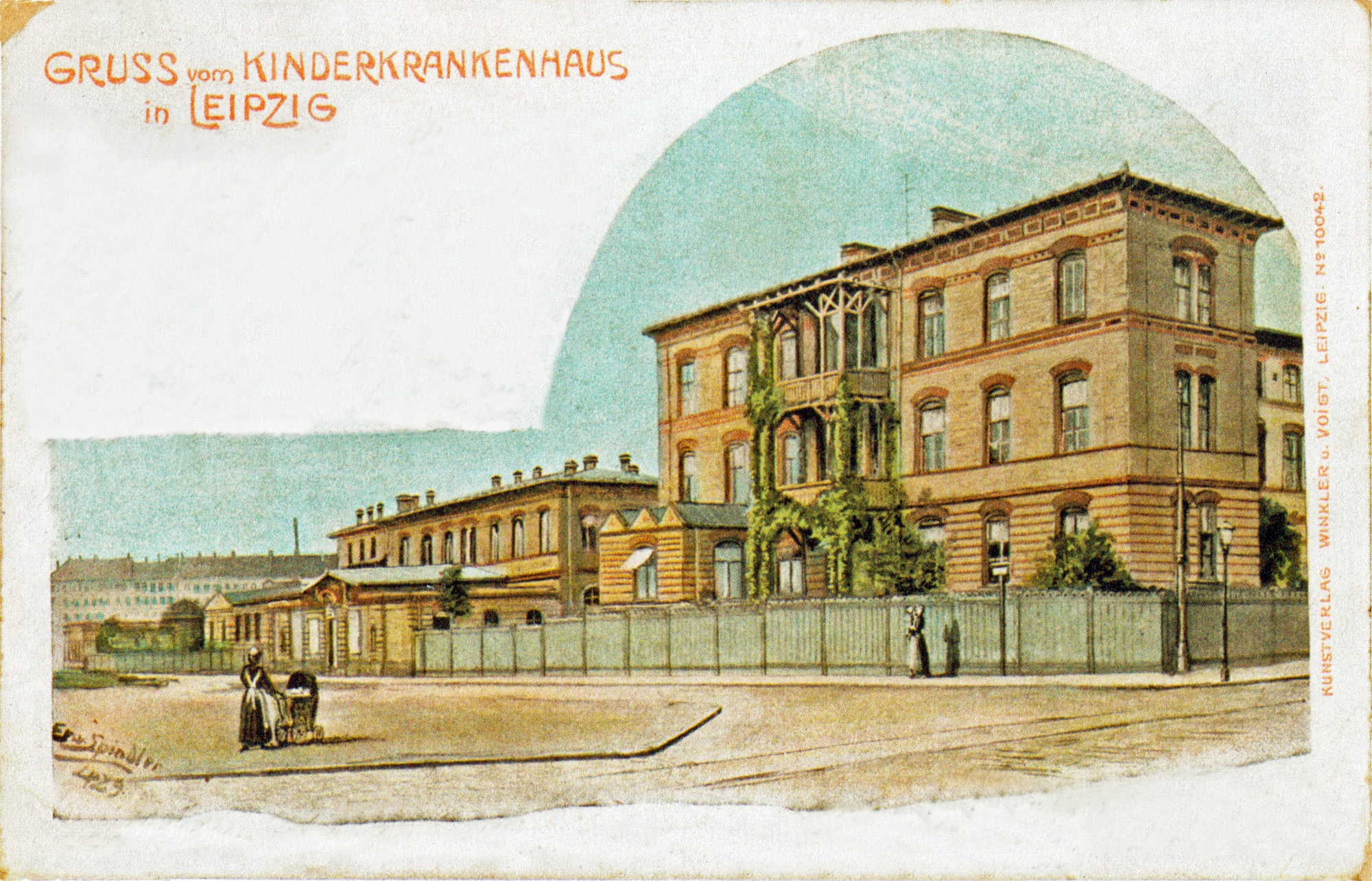
Postkarte von 1900
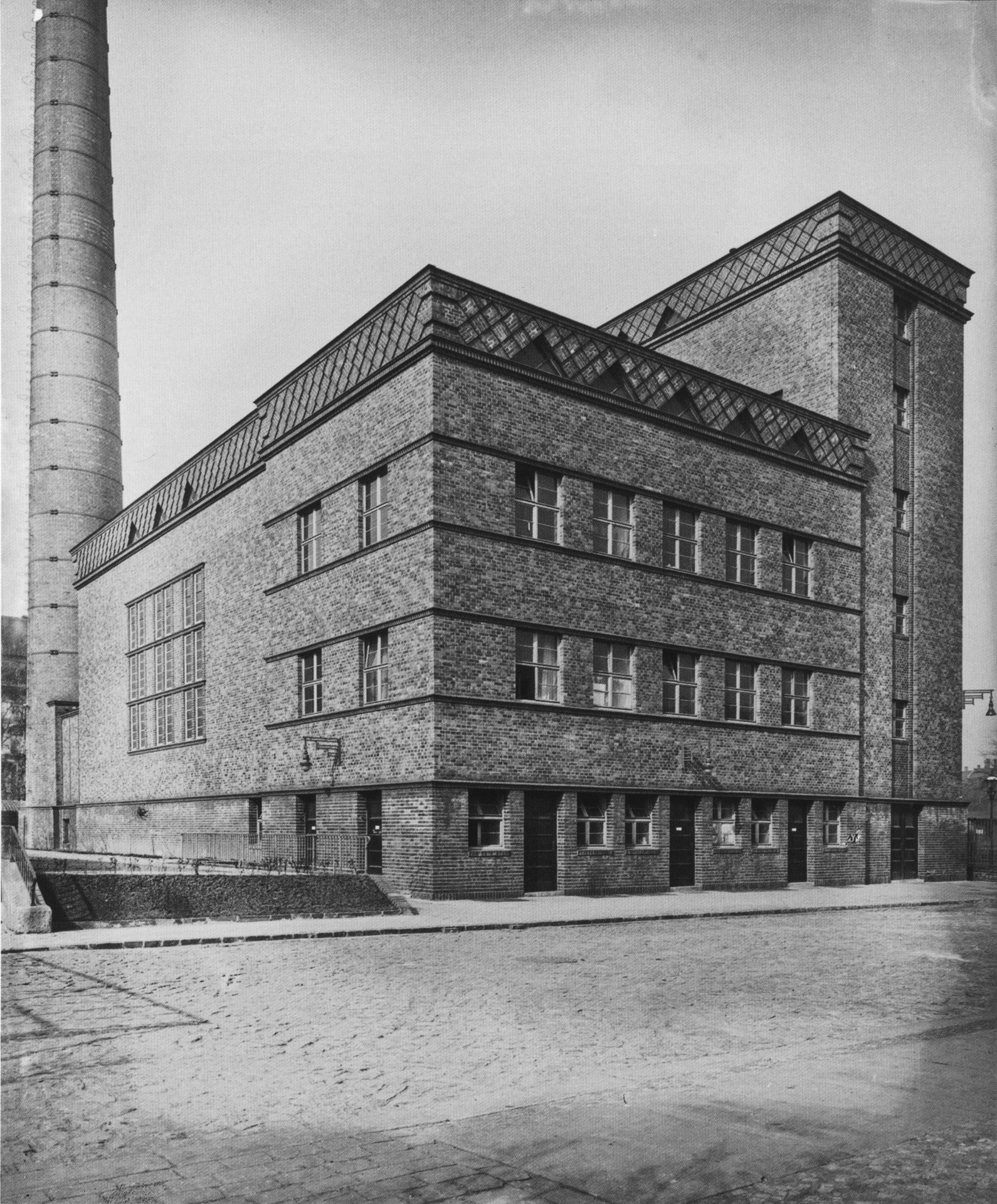
Kesselhaus von 1927 von Hubert Ritter an der Eilenburger Straße
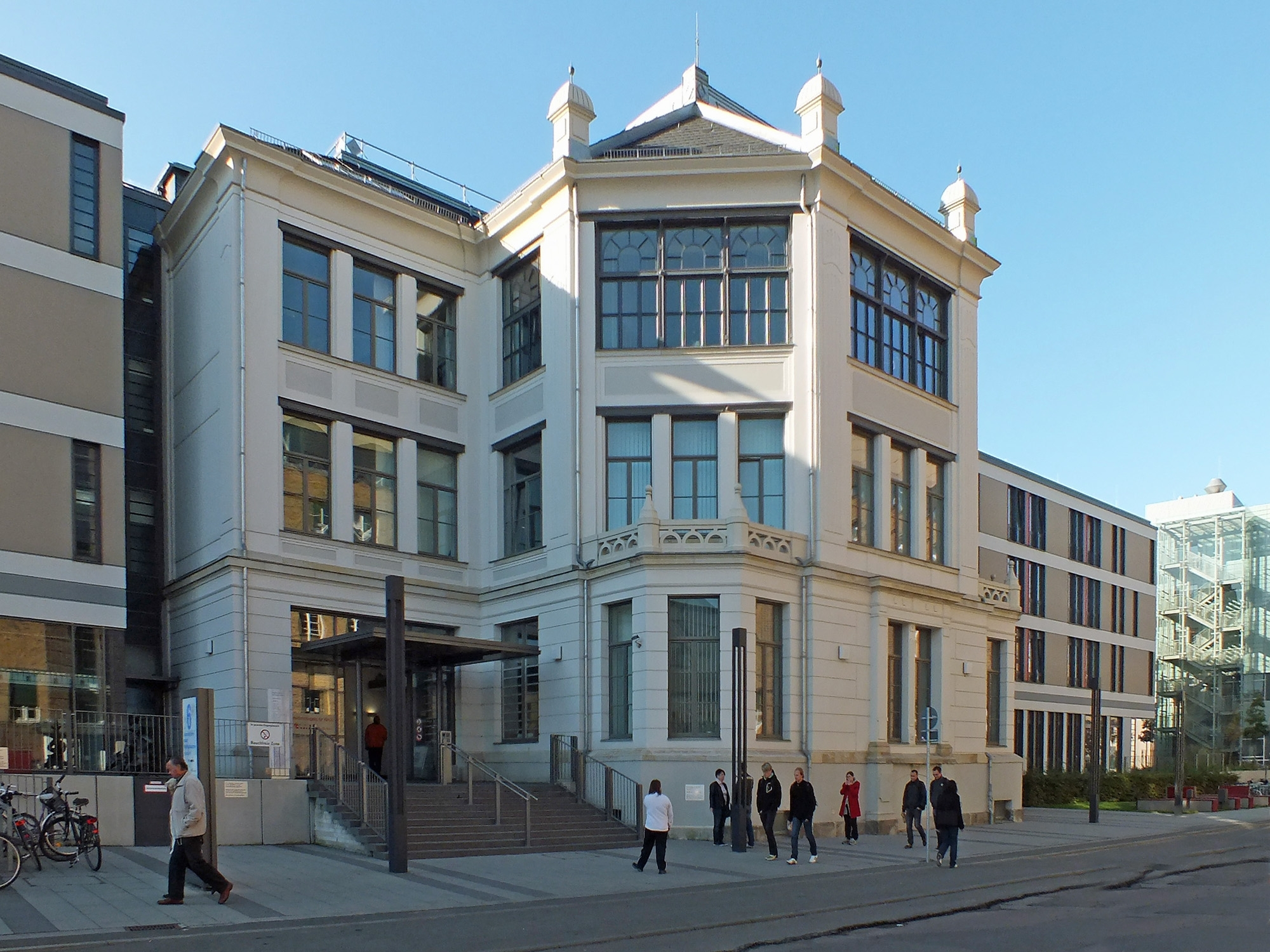
Neues Zentrum für Frauen- und Kindermedizin in der Liebigstraße